# 森山孔介
森山 孔介（もりやま こうすけ、1998年4月13日 - ）は、神奈川県藤沢市出身の元プロ野球選手（内野手）。右投右打。プロでは育成選手であった。

## 経歴

### プロ入り前
プロ野球選手を多く輩出しているリトルリーグの「藤沢リトルリーグ」に、藤沢市立鵠南小学校3年時から卒業まで所属。 藤沢市立湘洋中学校時代には、校内の野球部で主に遊撃を守っていた。 
藤沢翔陵高等学校への進学後は、1年時の秋からレギュラーで対外試合に出場した。在学中は、春夏とも阪神甲子園球場での全国大会に出場できなかったが、3年夏の選手権神奈川大会では、「4番・遊撃手」としてチームの準々決勝進出に貢献。在学中に対外試合で通算27本塁打を記録したほどの長打力と、投手としてストレートで最速142km/hを計測したほどの強肩が、NPB球団のスカウトから注目された。
2016年のNPB育成ドラフト会議で、福岡ソフトバンクホークスから4巡目指名。支度金300万円、年俸300万円（金額は推定）という条件で、育成選手として入団。背番号は138。

### プロ入り後
2017年には、宮崎春季キャンプ中の2月11日に、感染性腸炎を発症。その影響で出遅れたが、3月15日の三軍開幕戦で対外試合デビューを果たした。支配下選手契約への移行や一・二軍公式戦への出場には至らなかったが、三軍戦では通算63試合に出場。打率.200、10打点という成績を残した。
2018年には、三軍戦62試合の出場で、打率.257、1本塁打、22打点をマーク。しかし、公式戦への出場は叶わず、10月29日に球団から戦力外通告を受けた。10月31日付でNPBから自由契約選手として公示されたが、後に現役を引退。

### 現役引退後
ソフトバンク球団の親会社であるソフトバンクに採用。2019年から本社で勤務する。

## 選手としての特徴・人物
身長187cmの大型遊撃手で、ソフトバンクへの入団時点では、「長打力の持ち主で将来楽しみな素材」と評価されていた。
家族は両親と姉2人、弟。

## 詳細情報

### 年度別打撃成績
- 一軍公式戦出場なし

### 背番号
- 138 （2017年 - 2018年）